# 格連·迪菲路
格連·迪菲路（英語：Glen Trifiro，1989年7月19日—），是一名澳洲職業足球員，司職中場，現效力澳職球會中岸水手。
2014年從業餘球會悉尼聯外借加盟後表現不俗，其後中岸水手正式買斷他，他的哥哥是效力西流的積臣·迪菲路。

## 外部連結
- 中岸水手官網 球員資料 （页面存档备份，存于）
- soccerway的中岸水手資料庫 （页面存档备份，存于）